# Triomphant (1693)
Pour les autres navires du même nom, voir Le Triomphant.
Le Triomphant est un navire de guerre de la Marine royale française en service de 1693 à 1717. C'est un vaisseau de ligne de premier rang portant 98 canons sur trois ponts.

## Caractéristiques
Armé de 94 à 98 canons, dont 28 de 36 livres sur le pont inférieur, 28 ou 30 canons de 18 livres sur le pont intermédiaire, et 28 de 8 livres sur le pont supérieur, avec 8 ou 10 canons de 6 livres sur le bastingage et le gaillard arrière.

## Histoire
Dessiné par Laurent Coulomb, la coque du vaisseau est lancée à Lorient en décembre 1692 et il est inauguré le 1er octobre 1693.
Affecté à la flotte du Levant basée à Toulon, il prend part à la bataille navale de Vélez-Málaga le 13 août 1704.
En juillet 1707 il est sabordé dans des eaux peu profondes au large de Toulon pour éviter d'être détruit par des brûlots ennemis, avant d'être renfloué en octobre. Retiré du service à Toulon en juin 1717, il est démantelé en 1725 ou 1726.